# 다함께 뿌요뿌요
《다함께 뿌요뿌요》는 소닉 팀이 개발하고 세가가 배급한 2001년 퍼즐 게임이다. 세가가 컴파일로부터 《뿌요뿌요》 지적 자산을 구입한 후 제작한 시리즈 첫번째 작품으로, 게임보이 어드밴스용으로 개발됐다. 북미 및 유럽 지역에선 《뿌요 팝》이란 제목으로 출시됐다.

## 평가
《다함께 뿌요뿌요》는 리뷰 애그리게이터 사이트 메타크리틱에서 14개의 평가에 기반해 100점 만점에 84점을 받았다.

## 참조

### 내용주
1. ↑  일본어: (みんなでぷよぷよ
2. ↑  영어: Puyo Pop